# Ігнатовка (Калузька область)
Ігнатовка (рос. Игнатовка) — присілок в Людиновському районі Калузької області Російської Федерації.
Населення становить 305 осіб. Входить до складу муніципального утворення Присілок Ігнатовка.

## Історія
Від 2004 року входить до складу муніципального утворення Присілок Ігнатовка.

## Населення
| 2002 | 2010 |
| ---- | ---- |
| 291  | ↗305 |